# Église Saint-Germé de Sarp
L'église Saint-Germé de Sarp est une église catholique située à Sarp, dans le département des Hautes-Pyrénées en France.

## Présentation
Les peintures murales et des décors ont été restaurées par la commune dans les années 1980.

## Description

### Lanef

#### Partie arrière
À l'arrière de l'église sont exposées des mécanismes d'anciennes horloges du clocher.
- De première génération 1750 - 1850.
- De deuxième génération 1800 - 1880.

#### Vitrine d'exposition
- Un reliquaire de saint Germier.
- Un vase en porcelaine décoré d'un bouquet de fleurs sur fond bleu ciel et de dorure.
- Un encensoir.
- Des anciens missel romain.
- Un ancien chapelet.
- Des textes écrit en latin sur 5 plaques en cuivre de l'Évangile selon Jean, de prières.
- Une navette.
- Un ancien Évangile.
- Un crucifix.
- Un ostensoir.

#### Chapelle de laVierge Marie
L'autel et le tabernacle sont en marbre blanc orné avec des décors végétaux dorés. Sur le dessus du tabernacle, est placée une statuette de Notre-Dame de Lourdes. L'autel secondaire placé devant est en bois.

#### Lechœur
Le maître autel et le tabernacle (orné avec des sarments de vigne dorés) sont en marbre blanc et rose. Au-dessus est placée une statue du Sacré-Cœur de Jésus.
La façade du maître autel est orné avec un agneau symbolisant l'Agneau de Dieu.
La peinture murale représente des anges en adoration devant un ostensoir symbolisé par une croix avec au centre une hostie consacrée.

## Galerie

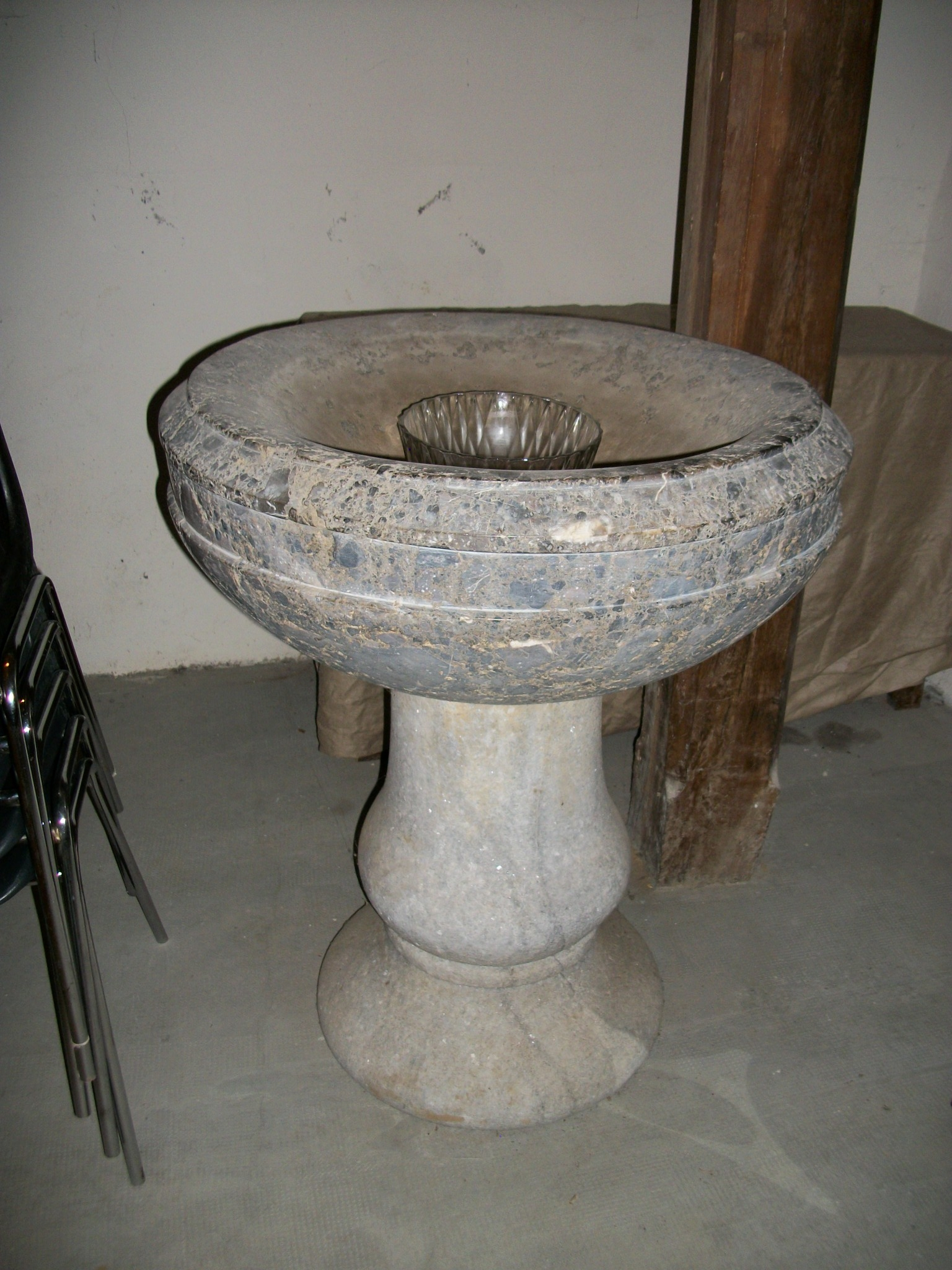
Bénitier en granit.
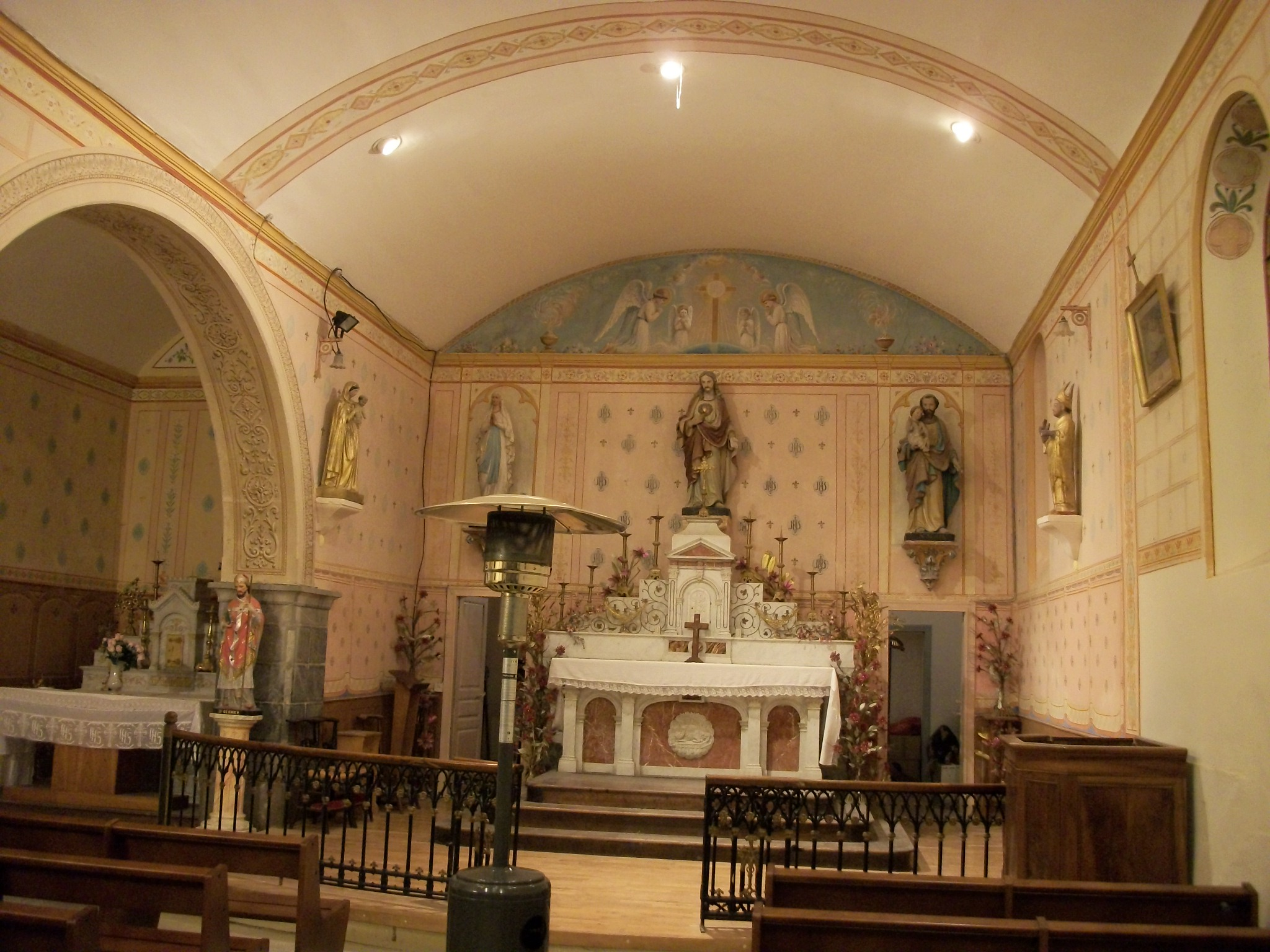
La nef et le chœur.
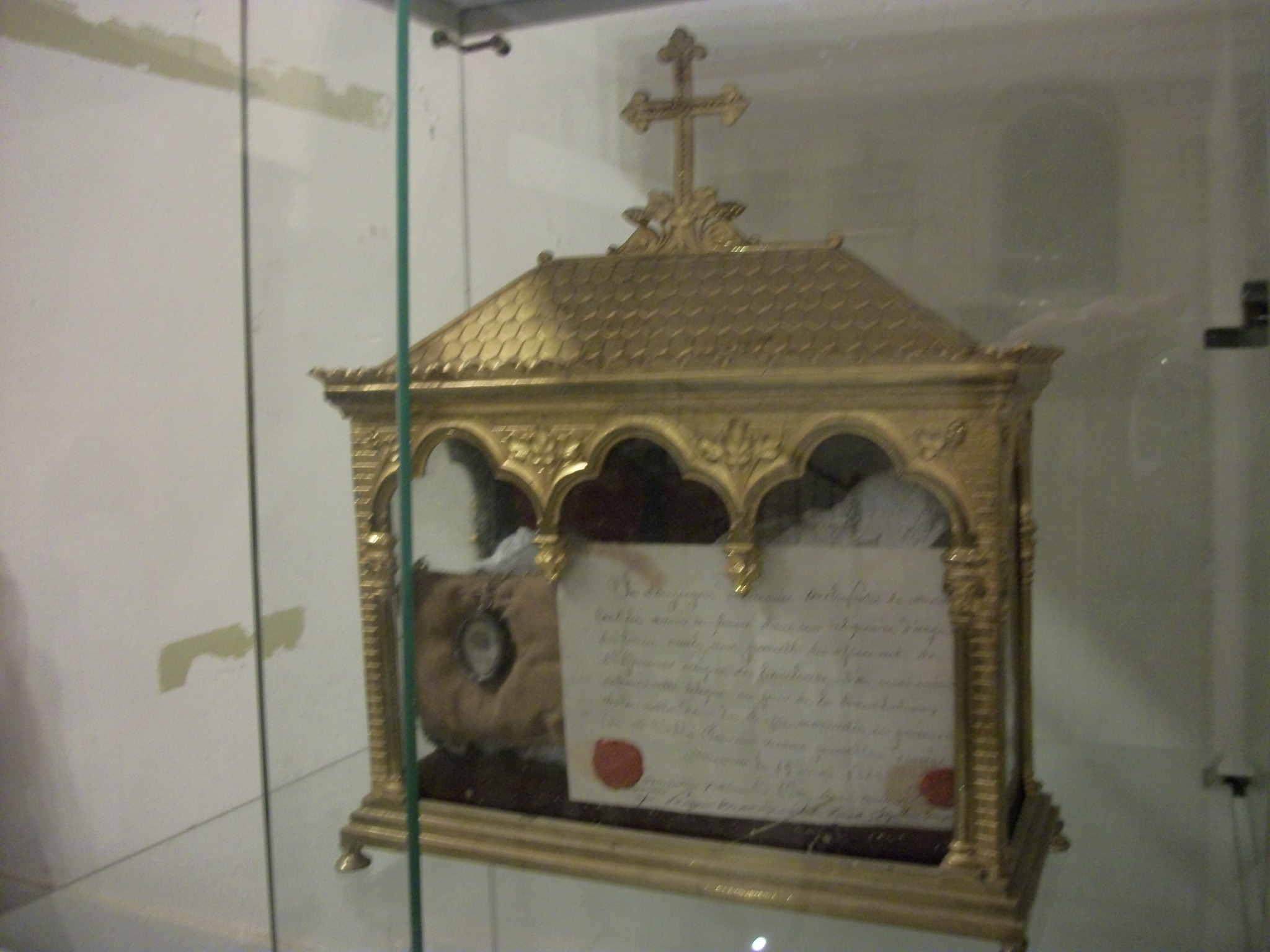
Reliquaire de saint Germier.
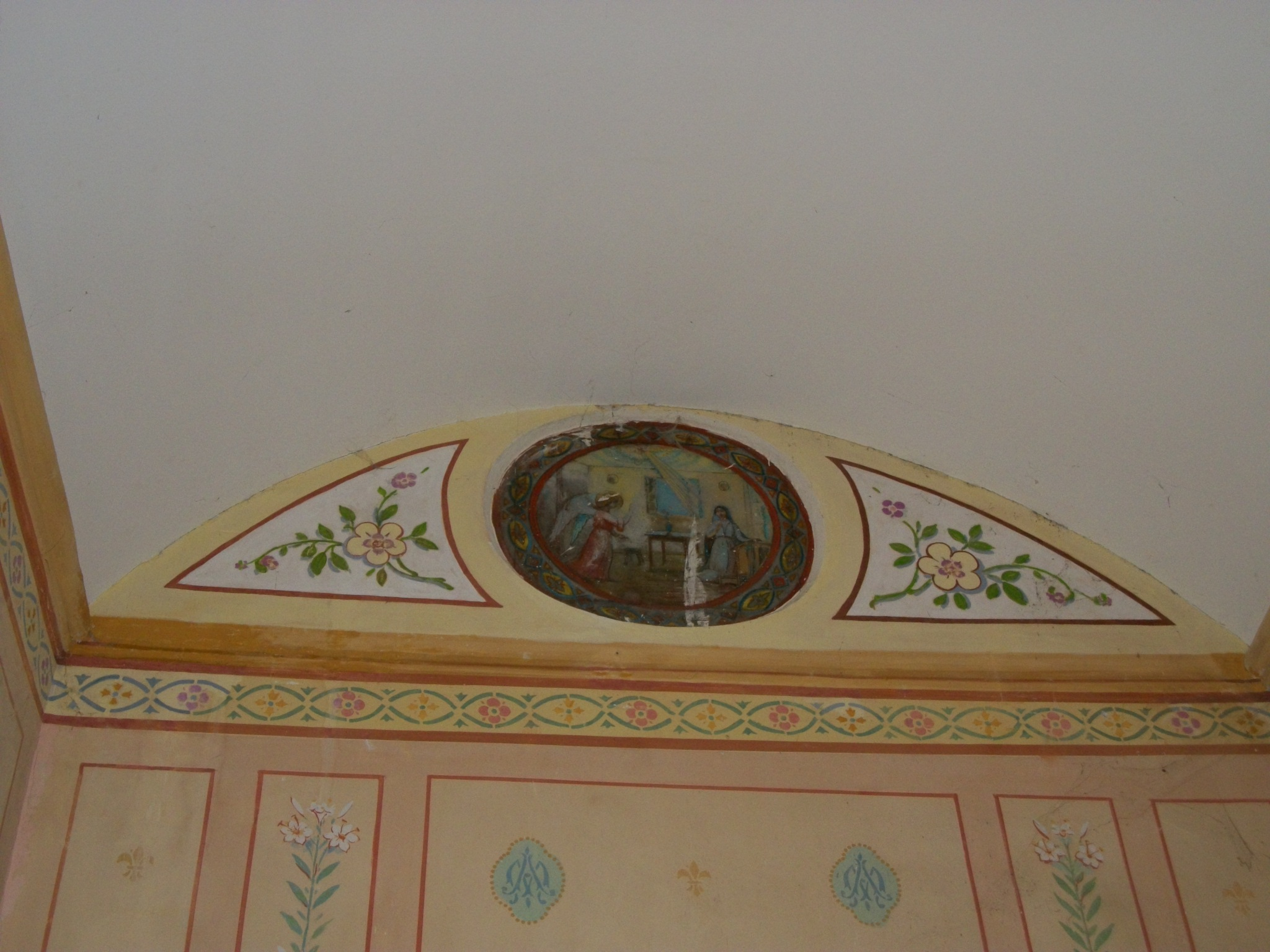
Peinture médaillon de l'Annonciation.
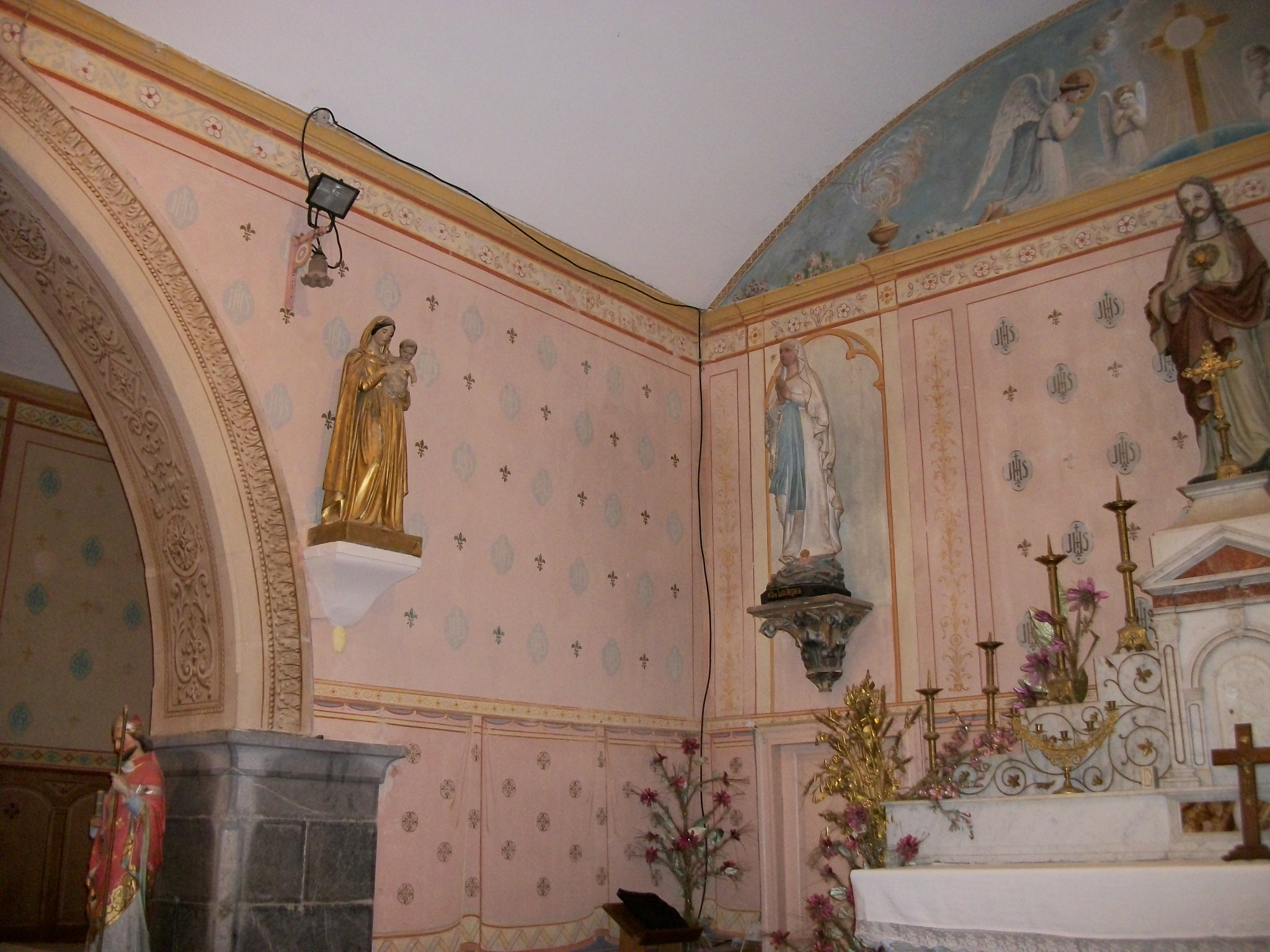
Sur la gauche, une statue sculptée en bois et dorée de la Vierge à l'Enfant datant du XVIIIe siècle.